# Windmill Hill
Windmill Hill is een neolithische onderbroken kringgreppel (causewayed enclosure) in het Engelse graafschap Wiltshire, onderdeel van het werelderfgoed Stonehenge, Avebury en bijbehorende plaatsen, ongeveer 2 km ten noordwesten van Avebury. Met een oppervlakte van 8,5 ha is het de grootste bekende onderbroken kringgreppel in Groot-Brittannië. De site werd voor het eerst bezet rond 3800 v.Chr., hoewel het enige bewijs uit die periode een reeks putten is die blijkbaar gegraven werden door een agrarische samenleving welke Hembury-aardewerk bezat.
In een latere fase, ca. 3300 v.Chr., werden drie concentrische onderbroken greppels rond de heuveltop gegraven, de buitenste met een diameter van 365 meter. De aardbruggen die de sloten onderbreken, variëren in breedte van enkele centimeters tot 7 m. Materiaal uit de sloten werd aan de binnenzijde opgeworpen, de diepste sloten en hoogste opwerpingen bevinden zich bij de buitenste kring.
De site werd in 1924 gekocht door Alexander Keiller en gedurende verschillende seizoenen van 1926-1929 opgegraven door Keiller en Harold St. George Gray, wiens werk het vestigde als de typeplaats voor causewayed camps, zoals ze toen werden genoemd.
Aardewerk van de bodem van de greppels was ook de typestijl voor de Windmill Hillcultuur. Latere bewoningslagen bevatten vroeg Peterborough-aardewerk, daarna de latere Mortlake- en Fengate-variëteiten. Ook werden grote hoeveelheden beenderen, zowel menselijke als dierlijke, uit de slootopvulling gehaald. Het kamp bleef in gebruik gedurende de rest van het neolithicum met grooved ware en klokbekerscherven die in latere afzettingen werden gevonden. 
Tijdens de bronstijd werd tussen de binnenring en de middelste ring een ringwalheuvel gebouwd.